# Castillo-Albaráñez
Castillo-Albaráñez è un comune spagnolo di 21 abitanti situato nella comunità autonoma di Castiglia-La Mancia.